# Droga krajowa 94

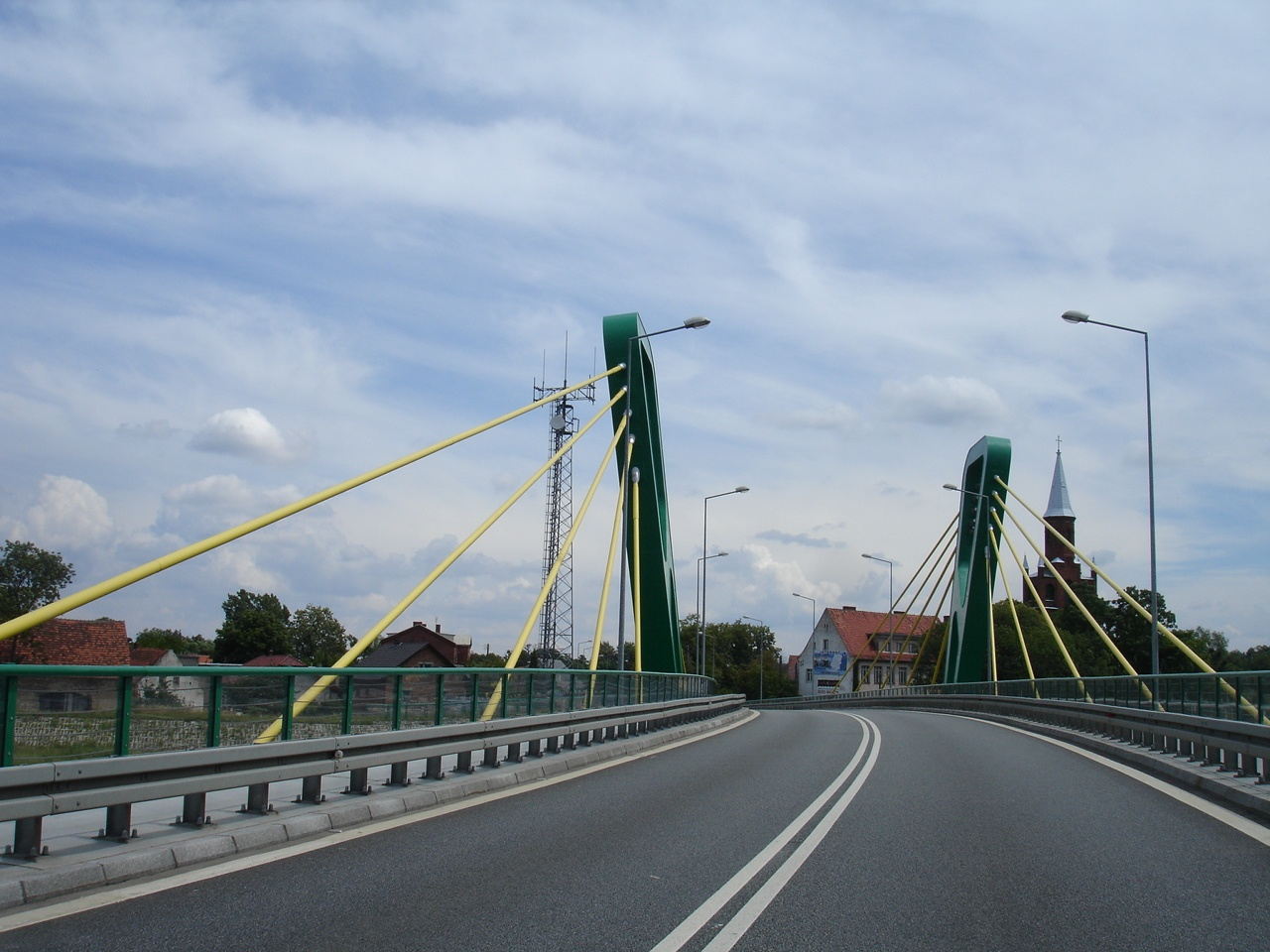
Straßenbrücke in Skorogoszcz (2007)

Die Droga krajowa 94 (kurz DK94, pol. für ,Nationalstraße 94‘ bzw. ,Landesstraße 94‘) ist eine Landesstraße in Polen. Sie führt von Zgorzelec bis Korczowa und stellt eine Alternativstrecke zur West-Ost-Autobahn A4 im polnischen Straßenverkehr dar. Die Gesamtlänge beträgt 522 Kilometer.

## Geschichte
Mit der Reform der Nummerierung aller Landesstraßen am 9. Mai 2001 wurden die parallel zu den mautpflichtigen Autobahnen verlaufenden Strecken den Nummern 91 bis 99 zugewiesen. Mit der Fertigstellung der zur Landesstraße 4 parallel verlaufenden Abschnitte der Autobahn A4 wurde die Streckenführung der Landesstraße 4 zur Landesstraße 94 umgewidmet. Dies geschah bereits bis 2005 zwischen Krzywa und Krakau, 2009 zwischen Zgorzelec und Krzywa sowie zwischen Wieliczka und Targowisko und 2012 zwischen Targowisko und Tarnów. Mit der kompletten Fertigstellung der A4 am 20. Juli 2016, wurde die DK94 bis kurz vor die ukrainische Grenze verlängert.

## Modernisierungen
Um die Unfallquote zu senken und die Verkehrssicherheit zu verbessern, erfolgten im Rahmen des Programmes Drogi Zaufania (dt. etwa „Vertrauensstraßen“) von der GDDKiA ab 2008 entlang der Landesstraße verschiedene Modernisierungen:

### Woiwodschaft Niederschlesien
Mitte 2008 wurde die Modernisierung der Strecke von Krzywa bis Wrocław bekanntgegeben. Die Investition sollte bis 2010 erfolgen und 400 Mio. Złoty kosten. Die Strecke wurde in sechs Etappen unterteilt. Die Fahrbahnbreite sollte in allen Etappen auf sieben Meter, 3,5 m pro Fahrstreifen, verbreitert werden. In den letzten drei Etappen von Mazurowice bis Wrocław sollte auch ein Standstreifen von zwei Metern Breite gebaut werden.
1. Krzywa – Chojnów (11 km)
2. Chojnów – Legnica (14 km)
3. Legnica – Prochowice (10 km)
4. Mazurowice – Wilczków (5 km)
Die Bauarbeiten auf dieser Etappe wurden vom Bauunternehmen Berger Bau Polska Sp. z o.o. ausgeführt. Die Fertigstellung sollte im August 2010 erfolgen. Nachdem es auf Grund von Protesten zu Verzögerungen bei der Auftragserteilung gekommen war, erfolgte die Fertigstellung der Bauarbeiten Ende Oktober 2010. Die Baukosten betrugen 38 Mio. Złoty.[4]
5. Wilczków – Środa Śląska (6,5 km)
Die Vertragsunterzeichnung für die Modernisierung dieser Etappe mit dem Unternehmen Przedsiębiorstwa Budownictwa Komunikacyjnego "ABM" Sp. z o.o. erfolgte im August 2008. Im September begannen die Bauarbeiten. Die Fertigstellung war für den August 2009 geplant.[4] Mit Verzögerungen wurden die Bauarbeiten bis Ende 2009 beendet.[5]
6. Środa Śląska – Wrocław (17,5 km)
Anfang 2009 wurde der Vertrag zwischen der GDDKiA und dem Bauunternehmen Berger Bau Polska Sp. z o.o. unterschrieben. Die Bauarbeiten begannen im Frühjahr 2009 und sollten Ende Oktober 2009 beendet werden.[4] Mit halbjähriger Verzögerung wegen zahlreicher Zusatzarbeiten wurden die Bauarbeiten am Ende Mai beendet.[5]

Die Modernisierung der ersten drei Etappen wurde im Frühjahr 2011 endgültig aufgrund fehlender Finanzmittel abgebrochen und ist nach 2013 geplant.

### Woiwodschaft Opole
Die komplette Strecke der Landesstraße innerhalb der Woiwodschaft Opole (knapp 80 km) wurde in mehreren Etappen modernisiert. Sie wurde mit vielen Maßnahmen zur Verbesserung der Verkehrssicherheit ausgestattet.

### Woiwodschaft Schlesien

#### Kreisfreie Stadt Dąbrowa Górnicza
Innerhalb der Stadtgrenzen von Dąbrowa Górnicza wird ein acht Kilometer langer Abschnitt der Landesstraße modernisiert. Im Rahmen der Investition soll u. a. die Erneuerung der Fahrbahnen, der Neubau eines Viaduktes über der Woiwodschaftsstraße 790 sowie der Umbau von Kreuzungen erfolgen.
Der Bauvertrag zwischen der Stadt und den Bauunternehmen Banimex und Drog-Bud wurde am 19. April 2013 unterzeichnet. Der Baubeginn erfolgte im Mai 2013. Die Fertigstellung ist für Ende 2014[veraltet] geplant. Die Baukosten wurden auf 165 Mio. Złoty festgelegt. Die Gesamtkosten der Investition betragen 195 Mio. Złoty, wovon 85 % (156 Mio. Złoty) von der Europäischen Union und 39 Mio. Złoty von der Stadt getragen werden.

### Woiwodschaft Kleinpolen

#### Grenze zur Woiwodschaft Schlesien – Bolesław – Olkusz
Dieser Abschnitt wurde in folgende Etappen unterteilt und zum Teil realisiert:
- Grenze zur Woiwodschaft Schlesien – Bolesław (3 km)
Diese Etappe wurde in den Jahren 2007 und 2008 modernisiert. Die Bauarbeiten wurden Ende September 2008 beendet.[9]
- Bolesław – Olkusz (3,6 km)
Diese Etappe wurde im Jahr 2008 modernisiert.[9] Die Bauarbeiten begannen Ende Juli 2008 und wurden Ende November 2008 beendet. Als Bauunternehmen wurde Strabag Sp. z o.o. engagiert. Die Baukosten betrugen 16,8 Mio. Złoty. Im Rahmen der Investition erfolgte die komplette Erneuerung der beiden Fahrbahnen, der Umbau von Gehwegen und Brückenbauwerken.[10]
- Olkusz (4,5 km)
Die Modernisierung dieser Etappe sollte 2011 beginnen. Aufgrund der fehlenden Finanzmittel wurde diese Investition verschoben.[11]

#### Olkusz – Sieniczno – Zederman – Jerzmanowice – Modlnica
Dieser Abschnitt wurde in folgende Etappen unterteilt und zum Teil realisiert:
- Olkusz – Sieniczno (1,5 km)
Diese Etappe wurde vom Frühjahr 2004 bis zum Oktober 2005 modernisiert. Zur Modernisierung gehörte der Bau von zwei neuen Viadukten und der Bau der zweiten Fahrbahn. Die erste Fahrbahn wurde komplett erneuert und verstärkt. Die Baukosten betrugen 47,2 Mio. Złoty. Die Bauarbeiten wurden von Mota-Engil Polska S.A. ausgeführt. Die Verkehrsübergabe erfolgte am 28. Oktober 2005.[12]
- Sieniczno – Zederman (4,5 km)
Diese Etappe wurde im Jahr 2006 modernisiert.[13]
- Zederman – Jerzmanowice (8 km)
Die Modernisierung dieser Etappe begann Ende Juli 2007 und sollten ursprünglich bis 10. Dezember 2007 andauern. Die Fertigstellung erfolgte 2008. Die Bauarbeiten wurden von Eurovia Polska für 25 Mio. Złoty ausgeführt. Im Rahmen der Modernisierung wurden u. a. die Fahrbahn erneuert und verstärkt sowie 15 Kreuzungen umgebaut. Zusätzlich erfolgte der Bau von Gehwegen und Fußgängerüberwegen.[13]
- Jerzmanowice – Modlnica (16 km)
Die Modernisierung dieses Abschnittes sollte nach den Plänen von 2008 bis zum Jahr 2013 erfolgen.[9] Aufgrund von neuen Plänen der GDDKiA, den Verlauf der Landesstraße zwischen Olkusz und Modlnica auf eine neue, mit zwei Fahrbahnen und vier Fahrstreifen ausgestattete Trasse zu verlegen, wurden die Pläne einer Modernisierung abgebrochen. Nach Meinung der GDDKiA ist es nicht möglich, diesen sowie die beiden vorherigen Abschnitte aufgrund des überwiegenden Verlaufs der Straße durch geschlossene Ortschaften auszubauen. Die Parameter einer Hauptstraßen mit beschleunigtem Verkehr könnten nicht erreicht werden. Die lokalen Behörden sowie die Bürgermeister der einzelnen Gemeinden befürworten einen Ausbau der Strecke ohne die Parameter einzuhalten und kritisieren einen Neubau, der zum Teil durch den Nationalpark Ojców und den Landschaftspark Dolinki Krakowskie führen würde. Nach deren Wunsch sollte der Ausbau bis 2020 erfolgen.[14][15]

#### Modlnica – Modlnica-Radzikowskiego
Von 2009 bis 2011 entstand ein neuer 2,5 km langer Abschnitt in Modlnica bei Krakau. Zusätzlich wurde ein neuer Knoten Radzikowski, der eine Verbindung mit den Landesstraßen 7 und 79 sowie mit der Schnellstraße S7 herstellt, geschaffen. Mit der Verkehrsübergabe am 8. Juni 2011 wurde die Streckenführung der Landesstraße 94 von ihrem alten Verlauf in Krakau bis zum Kreisverkehr Ofiar Katynia auf diesen neuen Abschnitt verlegt. Die Bauarbeiten wurde im Zeitraum von Februar 2009 bis zur Eröffnung von Budimex S.A. erledigt. Die Baukosten betrugen 157 Mio. Złoty.

## Lkw-Maut
Am 1. Juli 2011 wurde die Lkw-Maut zwischen dem östlichen Ende der Stadt Dąbrowa Górnicza und dem Knoten Modlniczka eingeführt. Dieser Abschnitt stellt eine Alternativstrecke zum mautpflichtigen Konzessionsabschnitt der A4 von Katowice bis Krakau dar. Am 1. Juli 2012 wurde der neu erbaute Abschnitt der Landesstraße zwischen den Knoten Modlnica und Modlnica-Radzikowskiego in das Netz der für Lkw mautpflichtigen Abschnitte aufgenommen. Die beiden Abschnitte umfassen eine Straßenlänge von 47,1 Kilometern.
Noch als DK4 bezeichnet, wurde am 1. Juli 2011 die Lkw-Maut zwischen dem östlichen Ende der Stadt Rzeszów und dem Knoten Tywonia bei Jarosław eingeführt. Am 30. März 2013 wurde der neu erbaute Abschnitt der Landesstraße zwischen den Knoten Tywonia und Tuczempy als Umgehungsstraße von Jarosław in das Netz der für Lkw mautpflichtigen Abschnitte aufgenommen. Die beiden Abschnitte umfassen eine Straßenlänge von 64,4 Kilometern.

## Ausbauzustand
Der Ausbauzustand der Landesstraße 94 gliedert sich wie folgt:
| Abschnitt                            | Streifen | Trennstreifen | Bemerkung       |
| ------------------------------------ | -------- | ------------- | --------------- |
| / Zgorzelec – Wrocław                | 2        | nein          |                 |
| Wrocław – Wrocław                    | 4        | nein          | städtisch       |
| Wrocław – Będzin                     | 2        | nein          |                 |
| Będzin – Sieniczno                   | 4        | nein          |                 |
| Sieniczno – Modlnica                 | 2        | nein          |                 |
| Modlnica – / Modlnica-Radzikowskiego | 4        | ja            | autobahnähnlich |
| Kraków-Wielicka – Wojnicz            | 2        | nein          |                 |
| Wojnicz – Tarnów-Północ              | 4        | nein          | städtisch       |
| Stadtgebiet Tarnów                   | 4        | nein          | städtisch       |
| Tarnów – Rzeszów                     | 2        | nein          |                 |
| Stadtgebiet Rzeszów                  | 4        | nein          | städtisch       |
| Rzeszów – Łańcut                     | 4        | ja            |                 |
| Stadtgebiet Łańcut                   | 2        | nein          | städtisch       |
| Łańcut – Przeworsk                   | 4        | ja            |                 |
| Przeworsk – Biedaczów                | 2        | nein          |                 |
| Biedaczów – Munina                   | 2        | ja            | kreuzungsfrei   |
| Munina – Korczowa                    | 2        | nein          |                 |

## Wichtige Ortschaften entlang der Strecke
- Zgorzelec
- Bolesławiec
- Chojnów
- Legnica
- Prochowice
- Środa Śląska
- Wrocław
- Oława
- Brzeg
- Skorogoszcz
- Opole
- Strzelce Opolskie
- Toszek
- Pyskowice
- Wieszowa
- Bytom
- Piekary Śląskie
- Siemianowice Śląskie
- Będzin
- Sosnowiec
- Dąbrowa Górnicza
- Sławków
- Olkusz
- Kraków
- Wieliczka
- Bochnia
- Brzesko
- Tarnów
- Dębica
- Ropczyce
- Sędziszów Małopolski
- Rzeszów
- Łańcut
- Przeworsk
- Jarosław
- Radymno
- Korczowa